# Батоги
Батоги, хондрила (Chondrilla) — рід квіткових рослин із родини айстрових.

## Морфологічна характеристика
Це багаторічні (рідко однорічні) рослини з прикореневою розеткою чи без неї, голі чи з простими щетинками, павутинно-волосисті чи волохаті. Квіткові голови зазвичай складаються з 5–12 жовтих квіточок. Тіло сім'янки субциліндричне, дещо звужене до основи, з 5 головними ребрами; дзьоб зазвичай присутній. Папус білий, простий.

## Поширення
Зростають у Північній Африці та Євразії; деякі види інтродуковані до Канади, США, Австралії. В Україні ростуть: батоги звичайні (Chondrilla juncea), батоги злаколисті (Chondrilla graminea), батоги широколисті (Chondrilla latifolia).

## Види
Список за Plants of the World Online
1. Chondrilla albertoregelia
2. Chondrilla ambigua
3. Chondrilla aspera
4. Chondrilla bosseana
5. Chondrilla brevirostris
6. Chondrilla canescens
7. Chondrilla chondrilloides
8. Chondrilla evae
9. Chondrilla gibbirostris
10. Chondrilla graminea
11. Chondrilla juncea
12. Chondrilla kusnezovii
13. Chondrilla laticoronata
14. Chondrilla latifolia
15. Chondrilla lejosperma
16. Chondrilla macra
17. Chondrilla macrocarpa
18. Chondrilla maracandica
19. Chondrilla mariae
20. Chondrilla mujunkumensis
21. Chondrilla ornata
22. Chondrilla pauciflora
23. Chondrilla phaeocephala
24. Chondrilla piptocoma
25. Chondrilla ramosissima
26. Chondrilla rouillieri
27. Chondrilla setulosa
28. Chondrilla spinosa
29. Chondrilla tenuiramosa
30. Chondrilla urumoffii
31. Chondrilla yossii